# O statečném kováři
O statečném kováři je česká filmová pohádka režiséra Petra Švédy z roku 1983 natočené na motivy pohádky Neohrožený Mikeš Boženy Němcové.

## Děj
Silný a zvědavý kovářův syn a učeň Mikeš (Pavel Kříž) se vydává do světa. Cestou se k němu přidávají dva siláci, jedlík a mlynářský pomocník Matěj (Jiří Knot) a dřevorubec Ondřej (Ján Kroner ml.). V hospodě se dozvědí o podivném zmizení tří princezen z království a rozhodnou se po nich pátrat. Zatímco Mikšův charakter zůstává během pátrání stále pevný, jeho společníci podléhají lákavým iluzím a kouzlům, čímž odhalují, že jim jde především o vlastní prospěch. Mikeš se nedá obalamutit kouzly a podaří se mu uzmout vousy strašáka, který postupně omráčil jeho druhy při vaření oběda. Vytržením vousů se strašák změnil na babici, která se jich dožadovala nazpět. Jejich tření babici velmi trápí a ta nakonec svolí, že Mikšovi pomůže najít princezny. Ty unesl z pomsty Černý král (Petr Čepek). Mikeš vysvobodí dvě z nich a předá je kumpánům, kteří ho ale zradí a nechají ho v podzemí. Mikeš se vydává zachránit třetí princeznu, která mu připadá navýsost atraktivní. Nakonec vyjde najevo, že právě ona je zakleta do oné ohyzdné babice. Mikeš s její pomocí zruší černou magii Černého krále a zlomí jeho moc, když rozdrtí černé vejce, v němž je ukryta. Na hradě se zatím chystá svatba princezen s Ondřejem a Matějem. Mikeš dorazí právě včas, aby zabránil jejich korunovaci. Král je radostiv, že jej Mikeš nezklamal a předá mu svou vládu. Mikeš se ožení, ale raději než kralování má práci v kovárně, kde často pobývá. Ušetřil životy Matěje i Ondřeje, kteří se vrátili ke svým původním pánům: Matěj trpí pod jhem mlynáře a Ondra musí kácet bory.

## Obsazení
| Pavel Kříž            | kovář Mikeš                                  |
| Jiří Knot             | mlynářský pomocník Matěj                     |
| Ján Kroner ml.        | silák Ondřej (mluví Svatopluk Skopal)        |
| Vlado Müller          | kovář, Mikešův otec                          |
| Viliam Polónyi        | kovářův pomocník Jakub (mluví Václav Stýblo) |
| Petr Čepek            | Černý král                                   |
| Lubor Tokoš           | král                                         |
| Martina Gasparovičová | princezna, zakletá jako babizna              |
| Taťána Čechovská      | plavovlasá princezna                         |
| Jana Tomšů            | tmavovlasá princezna                         |
| Ladislav Trojan       | komoří                                       |
| Magda Reifová         | služka s culíky                              |
| Oldřich Velen         | hospodský                                    |
| Míla Myslíková        | hospodská                                    |

Dále hrají: Václav Kotva (hráč na citeru), Jiří Krytinář (skřet), Karel Semerád (zbrojnoš), Pavel Nášel (zbrojnoš), Martin Švéda (Mikeš jako nejmladší), Jiří Guryča (Mikeš jako malý), Jaroslav Klenot (zbrojnoš), Jiří Klenot (zbrojnoš), Miroslav Jíra (zbrojnoš), Stanislav Tříska (mlynář), Karel Koubek (Černý jezdec), Jaroslav Šanda (zbrojnoš), Jaroslav Vlk (zbrojnoš), Miloš Vosmanský (chalupář-pocestný), Ondřej Vetchý (dubl za Pavla Kříže)

## Tvůrci a štáb
- Režie: Petr Švéda
- Předloha: Božena Němcová (pohádka Neohrožený Mikeš)
- Scénář: Bohumil Steiner, Jaroslav Petřík
- Dramaturg: Milan Šimek
- Kamera: Jiří Kolín
- Výroba: Vojtěch Kunčík
- Hudba: Petr Ulrych
- Nahrál: Filmový symfonický orchestr (řídil Mario Klemens)
- Architekt: Zdeněk Rozkopal
- Návrhy kostýmů: Šárka Hejnová
- Výtvarná spolupráce: Ester Krumbachová
- Zvuk: Radomír Koutek
- Střih: Antonín Štrojsa
- Umělecký maskér: Ivo Strangmüller
- Pomocný režisér: Ivan Frič
- Vedoucí výpravy: Ivo Formánek

## Místa natáčení
V pohádce se objevuje zřícenina hradu Sirotčí hrad, hrad Buchlov, Kuželovský větrný mlýn, skanzen ve Strážnici a klášter Rosa Coeli v Dolních Kounicích.

## Citáty
- Hoř světýlko, plápolej, tupou sílu udolej. – Mikšova ochranná mantra
- Orel se křídly rozmáchl kováři. – při odchodu do světa